# Reynolds Cup
Der Reynolds Cup ist ein seit 2002 ausgetragener Wettbewerb im Format eines Ringversuches, bei dem die analytischen Methoden, Fertigkeiten und letztlich die Messgenauigkeit der teilnehmenden Labore bewertet werden. Veranstaltet wird er unter der Ägide der in Chantilly im US-Bundesstaat Virginia ansässigen Clay Minerals Society (CMS). Dementsprechend liegt der fachliche Schwerpunkt auf Tonmineralogie sowie Sedimentologie.

## Historie und Bedeutung

### Vorgängerformate
Ringversuche zum Vergleich der Analyseleistungen mehrerer Labore existieren in den unterschiedlichsten naturwissenschaftlichen Fachbereichen. In der quantitativen Tonmineralogie waren entsprechende Praktiken vor der Etablierung des Reynolds Cup allerdings nur äußerst selten zum Einsatz gekommen. Jacques Thorez vom Institut für Mineralogie der Universität Lüttich führte von 1981 bis 1987 einen Ringversuch durch, in dem unterschiedliche Vorbehandlungs- und Präparationstechniken angewendet wurden und die Resultate qualitativ ausgewertet wurden; quantitative Vergleiche wurden jedoch nicht angestellt. Ein weiterer Blindtest erfolgte 1988, als Forscher der Exxon Production Research Company in Houston vier Proben hochreiner Mineralgemische, die „gesteinsartige“ Zusammensetzungen repräsentieren sollten (zwei Sandsteine, ein Schiefer und ein Kalkstein), an fünf gewerbliche quantitativ-mineralogisch arbeitende Labore verschickten, um deren Genauigkeit zu überprüfen. In den 1990er Jahren organisierte Manfred Störr – Professor für Lagerstättenkunde an der Universität Greifswald – eine Ringanalyse für keramische Rohstoffe, in deren Verlauf auch quantitative Tonmineralanalysen erstellt wurden. Das Ziel dieses Versuches war es, die Methoden der einzelnen Arbeitsgruppen kennenzulernen und die jeweils damit erhaltenen quantitativen Resultate zu vergleichen. Wenngleich die verwendeten Referenzproben lediglich ein eingeschränktes Tonmineralspektrum aufwiesen, kam es zu erheblichen Abweichungen sowohl bei den qualitativen als auch den quantitativen Ergebnissen.
Forscher vom Institut für angewandte Geologie der Universität für Bodenkultur Wien sowie dem Institut für Petrologie der Universität Wien organisierten in den Jahren 1997 und 1998 einen Methodenvergleichsversuch an zwei Tonproben unterschiedlicher Zusammensetzung aus Niederösterreich. Es nahmen 19 Labore aus vier europäischen Staaten (Deutschland, Österreich, Slowakei und Vereinigtes Königreich) teil. Trotz der Vielfältigkeit der verwendeten Analysenmethoden ergaben sich bei einigen Begleitmineralen gute Übereinstimmungen der quantitativen Ergebnisse. Bei der qualitativen und quantitativen Bestimmung der Tonminerale hingegen kam es zu einer vergleichsweise starken Streuung der Resultate. Die Wissenschaftler schlugen vor, in einer nächsten Phase die Ergebnisse des Methodenvergleichsversuches in einen Ringversuch mit genau definierten Rahmenbedingungen überzuleiten.
Wesentlich größer ausgelegt war ein Ringversuch, den die Commission for Powder Diffraction (CPD) der International Union of Crystallography (IUCr) zwischen August 1996 und August 1999 veranstaltete und der als Quantitative Analysis Round Robin (QARR) bekannt wurde. Leitender Wissenschaftler war Ian Madsen von CSIRO Minerals im australischen Melbourne. Entsprechend der inhaltlichen Ausrichtung der CPD lag der Schwerpunkt des Ringversuches auf der Analyse von Pulverdiffraktometiedaten zur quantitativen Ableitung von Phasenhäufigkeiten. Die Wahl der zusätzlichen Methoden stand den Teilnehmern frei. An dem Versuch beteiligten sich 81 Labore aus 21 Staaten. Sie erhielten acht Proben relativ einfacher Dreiphasen-Mineralgemische, jeweils bestehend aus Korund, Fluorit und Zinkit. Zwar ist es unwahrscheinlich, Gemische dieser Zusammensetzung in der Natur zu finden – Ziel der Beprobung war jedoch ausschließlich, die Präzision zu testen, die unter idealen Bedingungen von Pulverdiffraktometie erwartet werden konnte.
Um die Jahrtausendwende führte Jan Środoń vom Institut für Geowissenschaften der Polnischen Akademie der Wissenschaften in Krakau – einer der späteren Initiatoren des Reynolds Cup – einen Blindversuch durch, der mixtures of relatively pure-phase minerals with specific emphasis on clay minerals. Three samples of synthetic mixtures with compositions that are typically present in natural shale materials were sent to a limited number of external laboratories for analysis.

### Gründung und Zielsetzung
Die Erfindung des Reynolds Cup liegt darin begründet, dass mehrere Unternehmen der Erdöl- und Erdgasindustrie signifikante Unterschiede in den Analysemethoden und -ergebnissen verschiedener mineralogischer Labore bemerkten. Messungenauigkeiten und ein Mangel an analytischer Konstanz von Ton- und anderen Mineralen können schwerwiegende Folgen unter anderem für die Förderprodukte, die Verarbeitungsprozesse und die Arbeitssicherheit haben. Hinzu kamen die Probleme, die durch vorherige Formate offenbar wurden. Daher gab es im Jahr 2000 erste Ideen zur Austragung eines Analysewettbewerbes. Als Initiatoren des Reynolds Cup gelten:
- Douglas K. McCarty (damals Chevron Corporation, Houston),
- Jan Środoń (damals Institut für Geowissenschaften der Polnischen Akademie der Wissenschaften, Krakau),
- Dennis D. Eberl (damals United States Geological Survey, Boulder).

Sämtliche vorherigen Laborvergleiche besaßen nie Wettbewerbscharakter und die Ergebnisse der einzelnen Labore wurden lediglich intern kommuniziert. Durch die Etablierung eines Wettbewerbes hoffte man, einen zusätzlichen Ansporn für gewissenhaftere Analysen zu schaffen. Primäres Ziel der Veranstaltung ist, eine bessere Anwendung der analytischen Methoden und eine Weiterentwicklung persönlicher Fähigkeiten der Forscher zu bewirken. Die Teilnahme steht allen offen, die an quantitativer Mineralanalyse und vor allem an Tonmineralogie interessiert wind – akademischen Laboren genauso wie staatlichen, industriellen oder privaten Instituten. Die Organisatoren werben damit, dass sich der Gewinner als „weltbester quantitativer Mineralanalytiker“ sehen dürfe.
Der Reynolds Cup bietet den Teilnehmern die Gelegenheit, ihre Forschungsfähigkeiten vor wissenschaftlichen Partnern und Stakeholdern darzubieten. Da die mineralogischen Analyselabore weltweit mit sehr ähnlichen – teilweise auch mit identischen – Messinstrumenten arbeiten, sind die Unterschiede in den Ergebnissen vor allem auf die individuellen analytischen Fertigkeiten der Wissenschaftler und auf die in den Laboren erfolgte Aufbereitung der Proben zurückzuführen. Die Auszeichnung ist undotiert. Dennoch hat sie gerade für die privaten Labore auch einen finanziellen Anreiz, können diese doch eine vordere Platzierung in dem prestigeträchtigen Wettbewerb als Qualitätszeugnis und Werbung für ihre Analysen nutzen und dadurch in den folgenden Jahren womöglich zusätzliche Aufträge generieren.
Benannt ist der Preis nach Robert Coltart Reynolds Jr. (1927–2004), der zwischen 1960 und 2000 am Dartmouth College lehrte, die längste Zeit davon als Professor für Mineralogie. Die beiden Preis-Initiatoren McCarty und Eberl studierten bei ihm. Reynolds leistete sowohl richtungsweisende Pionierarbeit auf dem Fachgebiet der quantitativen Tonmineralogie als auch wichtige Beiträge zur Tonforschung im Allgemeinen.

## Organisation

### Finanzierung
Die erste Austragung des Reynolds Cup im Jahr 2002 wurde maßgeblich vom Energiekonzern ChevronTexaco finanziell unterstützt. Mittlerweile (Stand: 2022) sind die Clay Minerals Society (CMS) und die Deutsche Ton- und Tonmineralgruppe (DTTG) die wichtigsten Geldgeber. Teilweise tragen auch die Institutionen des jeweils letzten Siegers bei. So wurde beispielsweise die zweite Austragung im Jahr 2004 hauptsächlich durch die Technische Universität Bergakademie Freiberg, die Deutsche Forschungsgemeinschaft sowie die Commission for Powder Diffraction (CPD) der International Union of Crystallography (IUCr) finanziert und die Austragung 2006 durch das Ministerium Natural Resources Canada, während sich 2014 die Clay Minerals Group der Mineralogical Society of Great Britain and Ireland beteiligte.

### Trophäe
Die Trophäe des Wettbewerbes wurde vom United States Geological Survey (USGS) sowie von ChevronTexaco gestiftet und vom Co-Initiator Dennis Eberl entworfen und konstruiert, der dafür auf Gesteine aus dem Geschäft Nature’s Own in Boulder (Colorado) zurückgriff. Als Unterbau wählte er zwei trapezförmige Buchstützen aus schwarzem, poliertem, marokkanischem Kalkstein, der Belemniten-Fossilien enthält. Diese orientierte er versetzt zueinander auf einem vierstufigen Holzpodest und klebte sie zusammen. Den Hauptkörper des Pokals bildet ein darauf gesetzter Mörser, in dem ein Pistill ruht – beides aus beigem, poliertem, fossilführendem, pakistanischem Kalkstein. Die ebenfalls in Boulder (Colorado) ansässige Tribble Stone Company führte die Gravuren auf den Außenseiten der Buchstützen aus. Auf der einen ist „Reynolds Cup“ und auf der anderen „Champion, Quantitative Mineral Analysis“ zu lesen. Transportiert wird die Trophäe in einer verschließbaren Kiste aus Multiplex-Platten, auf deren Außenseiten Plaketten mit den bisherigen Siegern montiert sind.

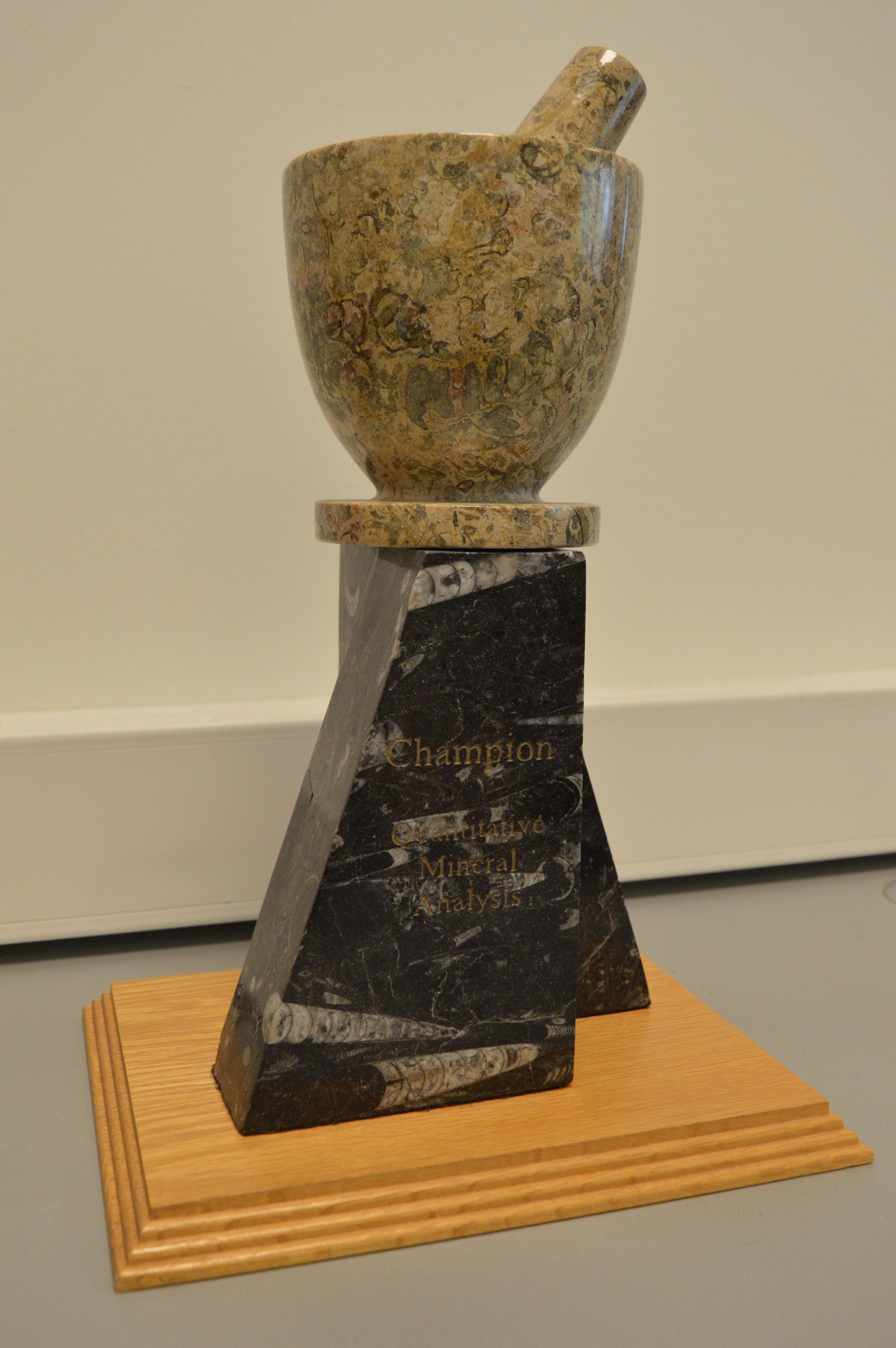
Die Trophäe.
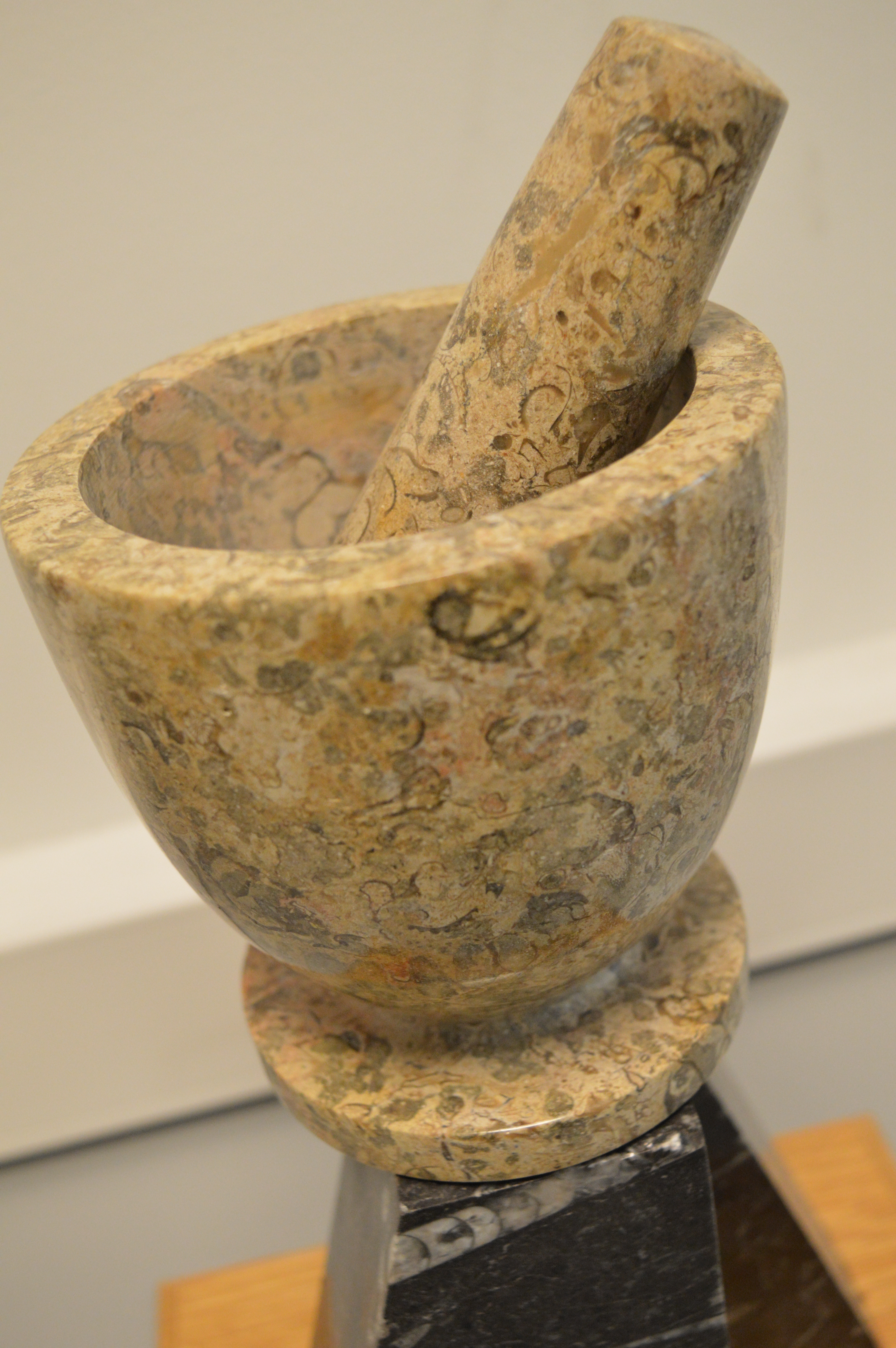
Fokus auf Mörser und Pistill.
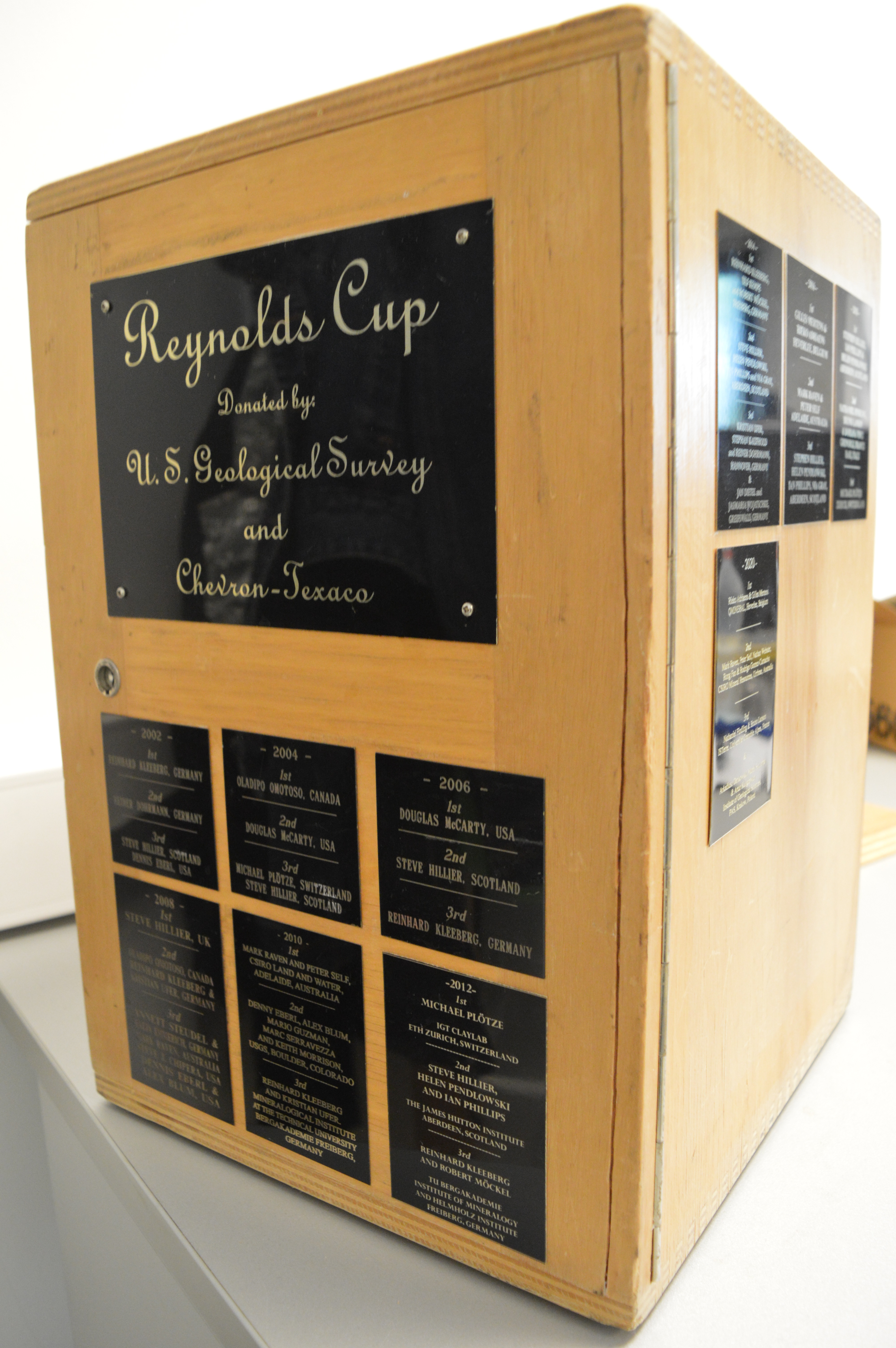
Die Transportkiste des Pokals.

### Regularien
Für die Ausrichtung des Wettbewerbes, die Entwicklung der Grundregeln und die Ausarbeitung der wissenschaftlichen Zielsetzung ist das Reynolds Cup Committee verantwortlich, das von der Clay Minerals Society eingesetzt wird. Der jeweils letzte Präsident der CMS ist ex officio Mitglied des Komitees. Der Gruppenleiter eines siegreichen Teams amtiert – in der Regel – zunächst für ein Jahr als nachrückender und dann zwei Jahre als ordentlicher Komiteevorsitzender. Eine anschließende Mitgliedschaft ist freiwillig. Das Reynolds Cup Committee ist auf sechs Mitglieder begrenzt. Sollte die Zahl höher steigen, wird die Person mit der längsten Amtszeit seit ihrem Gewinn zurücktreten. Zwei Jahre vor dem Wettbewerb wählt das Gremium einen Hauptorganisator, der verantwortlich zeichnet für die Vorbereitung der Proben und die Überprüfung der eingesendeten Ergebnisse. Bislang hat stets das letztmalige Gewinnerteam freiwillig diese Aufgabe übernommen, das dementsprechend von der Teilnahme ausgeschlossen ist. Der Titel kann somit nicht verteidigt werden; bestenfalls sind zwei Siege desselben Teams im Abstand von vier Jahren möglich.
Im Unterschied zu anderen Ringversuchen, die genau geordnete, hochsymmetrische Mineralphasen oder Teilungen natürlicher Proben mit unbekannter Mineralkomposition nutzten, werden im Reynolds Cup Pulvergemische hochreiner Mineralstandards untersucht, die in ihrer Zusammensetzung realistischen Sedimenten und Sedimentgesteinen gleichen. Die Teilnehmer erhalten drei Proben zu je drei Gramm. Begleitend werden Informationen zum gesuchten Gesteinstyp gegeben, allerdings ohne qualitative Angaben zu den Mineralphasen zu machen, sodass in der Analyse sowohl quantitativ als auch qualitativ geforscht werden muss. Die Auswahl und Zusammenstellung der Proben obliegen dabei einzig den Organisatoren. Sie sollen sich dabei allerdings an folgende vier Regeln halten:
1. Die Proben sollen künstliche, tonhaltige Gesteinsgemische sein, die repräsentativ für Minerale sind, die man normalerweise in Sedimentgesteinen oder Böden findet.
2. Es sollen hochreine Minerale aus privaten oder öffentlichen Sammlungen genutzt werden.
3. Die Proben sollen derart zusammengestellt sein, dass der Feingehalt der Minerale innerhalb des Gemisches in einem Gewichtsprozent bekannt ist.
4. Zur Probenteilung muss eine wiederholbare Methode genutzt werden und die Einheitlichkeit der Mineralgehalte in den einzelnen Teilproben soll vor der Verschickung mittels Röntgendiffraktion und Röntgenfluoreszenzanalyse überprüft werden.

Den Teilnehmern steht die Wahl der Messmethoden frei und sie können auch jede mögliche Kombination unterschiedlicher Methoden nutzen. In der Regel wird aber auf die Pulverröntgendiffraktometrie, die Rasterelektronenmikroskopie mit energiedispersiver Röntgenspektroskopie und die Rietveld-Methode zurückgegriffen, um die Mineralogie der Probenmischungen zu quantifizieren. Eine Vielzahl weiterer Methoden (beispielsweise Rasterelektronenmikroskopie, Transmissionselektronenmikroskopie, Messung der Kationenaustauschkapazität, Raman-Spektroskopie) wird ergänzend eingesetzt, um bei Identifikation und Quantifizierung der mineralogischen Phasen zu unterstützen. Im Vorfeld der quantitativen Messung ist eine qualitative Ansprache der Mineralphasen notwendig. Darüber hinaus soll eine kurze Beschreibung der Analyseschritte mitgeliefert werden sowie idealerweise zugehörige Fehlerrechnungen. In Anbetracht der großen Popularität des Wettbewerbes und der äußerst arbeitsintensiven Vorbereitung bitten die Organisatoren potentielle Teilnehmer nur dann Proben anzufordern, wenn sie sich sicher sind, auch tatsächlich die zeitlichen Kapazitäten für die Analysen zu haben und Ergebnisse fristgerecht einreichen zu können. Labore, die zwar Proben erhalten haben, aber entweder keine Ergebnisse einreichen oder es versäumen, die ungeöffneten Proben mit ausreichend zeitlichem Puffer vor der Frist zurückzuschicken, sind von zukünftigen Teilnahmen am Reynolds Cup ausgeschlossen. Die Bearbeitungszeit wird für gewöhnlich auf etwa drei Monate angesetzt, kann aber variieren – so betrug sie beispielsweise 2014 zehn Wochen.
Nach der Einsendung der Ergebnisse werden diese mit dem wahren Gehalt der Proben verglichen und geprüft. Dabei erfolgen die Ausweisung und die Beurteilung der Messergebnisse der Nichttonminerale und der Tonminerale beziehungsweise Schichtsilikate in zwei getrennten Gruppen. Seit 2010 wird die Analyse letzterer noch strenger bewertet: Während zuvor dioktaedrische (Muskovit, Illite und Smektite) sowie trioktaedrische (Saponit, Biotit und Vermiculit) 2:1-Tonminerale zusammengefasst wurden, müssen sie seitdem separat aufgeführt werden, was von den Teilnehmern eine noch feinere Quantifizierungsleistung fordert. Die Genauigkeit einer Quantifizierung wird durch Berechnung der Abweichung (en.: bias) für jede einzelne Mineralphase offenbart. Sollte ein Teilnehmer den exakt korrekten Wert analysiert haben, ergäbe dies einen bias von Null. Anschließend werden die Gewinner benachrichtigt und zur Teilnahme an der Jahreskonferenz der Clay Minerals Society eingeladen, wo die Preisverleihung stattfindet. Es ist üblich, dass die Organisatoren die drei bis fünf bestplatzierten Teams bekanntgegeben. Über die restlichen Platzierungen wird nicht öffentlich informiert. Vor der Konferenz erhalten alle Teilnehmer ein anonymisiertes Ranking sowie die tatsächlichen Werte, damit sie nachvollziehen können, in welchen Messbereichen in ihrem jeweiligen Labor Nachholbedarf besteht.

## Statistiken

### Proben
Die nachfolgende Tabelle gibt Auskunft über die natürlichen Gesteine, die die drei in den jeweiligen Jahren verschickten Proben repräsentierten. Zu den Austragungen vor 2010 liegen diesbezüglich keine Aufzeichnungen mehr vor.
| Jahr | Probe 1                                            | Probe 2                                                             | Probe 3 |
| ---- | -------------------------------------------------- | ------------------------------------------------------------------- | --- |
| 2002 | unbekannt                                          | unbekannt                                                           | unbekannt |
| 2004 | unbekannt                                          | unbekannt                                                           | unbekannt |
| 2006 | unbekannt                                          | unbekannt                                                           | unbekannt |
| 2008 | unbekannt                                          | unbekannt                                                           | unbekannt |
| 2010 | Tonreiches Sediment aus einer Evaporationsumgebung | Ton, der in einer hydrothermalen Alteration angetroffen werden kann | Tonreiche Erde, die sich auf einem Ausgangsgestein bildete, das reich an mafischen Mineralen und amorphen Erdmineralen ist |
| 2012 | Ölschiefer                                         | Nickelhaltiger Laterit                                              | Minerale einer Bauxitablagerung                                                                                            |
| 2014 | Sulfatgestein (Gips-Eisen-Keuper)                  | Natriumaktivierter Bentonit                                         | Kaolinton |
| 2016 | Schiefer (en.: shale)                              | Feinfraktion eines tonreichen Tailing aus einem Greisen-Zinnerz     | Alteriertes / verwittertes ultrabasisches Gestein                                                                          |
| 2018 | Feinfraktion einer Sabkha-Ablagerung               | Verwitterte marine Ablagerung                                       | Karbonatitablagerung |
| 2020 | Hydrothermal alterierter Schiefer (en.: shale)     | Schlammiger Kalkstein                                               | Vulkanoklastisches Marssediment / vulkanoklastische Marserde                                                               |
| 2022 | Schiefer (en.: shale)                              | Lakustrine Ablagerung                                               | Ball Clay |
| 2024 | Kaolin                                             | Brauner Bentonit                                                    | Old-Red-Sandstein |

### Liste der Sieger
| Jahr | A — N — E — P 1        | Sieger – Namen 2                                                                                            | Sieger – Institution |
| ---- | ---------------------- | --- | --- |
| 2002 | 40 — ?? — 15 — 37,5 %  | Reinhard Kleeberg                                                                                           | TU Freiberg – Institut für Mineralogie (Freiberg)                                                                              |
| 2004 | 60 — ?? — 35 — 58,3 %  | Oladipo Omotoso                                                                                             | CANMET Energy Technology Centre (Devon)                                                                                        |
| 2006 | 64 — ?? — 38 — 59,3 %  | Douglas K. McCarty                                                                                          | Chevron Energy Technology Company – Mineral Analysis Laboratory (Houston)                                                      |
| 2008 | 53 — 17 — 43 — 81,1 %  | Stephen Hillier                                                                                             | Macaulay Institute (Aberdeen) – Soils Group                                                                                    |
| 2010 | 76 — 22 — 63 — 82,8 %  | Mark D. Raven, Peter G. Self                                                                                | CSIRO Land and Water (Adelaide)                                                                                                |
| 2012 | 74 — 25 — 62 — 83,7 %  | Michael Plötze                                                                                              | ETH Zürich – Institut für Geotechnik (Zürich)                                                                                  |
| 2014 | 81 — 21 — 68 — 83,9 %  | Reinhard Kleeberg, Ulf Kempe, Robert Möckel                                                                 | TU Freiberg – Institut für Mineralogie (Freiberg) Helmholtz-Institut für Ressourcentechnologie – Abteilung Analytik (Freiberg) |
| 2016 | 83 — 25 — 69 — 83,1 %  | Rieko Adriaens, Gilles Mertens, Wathab Mohammad, Nancy Weyns, Ria Brepoels, Sofie Hollanders, Yaana Bruneel | Qmineral (Löwen) KU Leuven – Institut für Geologie (Löwen) ONDRAF-NIRAS (Löwen)                                                |
| 2018 | 88 — 28 — 73 — 82,9 %  | Stephen Hillier, Ian Phillips, Helen Pendlowski                                                             | James Hutton Institute – Department of Environmental and Biochemical Sciences (Aberdeen)                                       |
| 2020 | 94 — 23 — 76 — 80,8 %  | Rieko Adriaens, Gilles Mertens, Wathab Mohammad, Nancy Weyns, Abdullah Mohammad, Pieter Bertier             | Qmineral (Löwen) |
| 2022 | 93 — 29 — 68 — 73,1 %  | Stephen Hillier, Helen Pendlowski                                                                           | James Hutton Institute – Department of Environmental and Biochemical Sciences (Aberdeen)                                       |
| 2024 | 120 — 30 — 99 — 82,5 % | Mark D. Raven, Peter G. Self, Rodrigo Gomez-Camacho, Rachael Maree, Rong Fan, Nick Owen, Shu Huang          | CSIRO Land and Water (Adelaide)                                                                                                |